# Colossal Order
A Colossal Order é uma desenvolvedora de videogame finlandesa conhecida por sua série de jogos de simulação de negócios Cities in Motion e por seu construtor de cidades Cities: Skylines. A empresa foi fundada em Tampere, Finlândia, em 2009. Sua editora é a Paradox Interactive. A CEO da Colossal Order é Mariina Hallikainen.

## História
A Colossal Order foi fundada no verão de 2009 por um grupo de desenvolvedores de jogos da empresa de jogos para celular Universomo. Mariina Hallikainen foi contratada de fora da Universomo como CEO da nova empresa.
No início, a Colossal Order teve dificuldades em obter financiamento para seu primeiro jogo, o jogo de simulação de negócios Cities in Motion, que já estava em desenvolvimento quando a empresa foi fundada. Os investidores achavam que Cities in Motion não atrairia uma clientela grande o suficiente. Ao invés de grandes investidores, os primeiros passos da empresa foram financiados por instrumentos públicos finlandeses – Centro de Desenvolvimento Econômico, Transporte e Meio Ambiente, Tekes e DigiDemo financiando o Centro de Promoção da Cultura Audiovisual – bem como pequenos investidores privados.
Em sua fase inicial, a empresa foi treinada pelo programa Yritystalli da Tampere University of Technology, mas o conselho foi solicitado diretamente de empresas de desenvolvimento de jogos finlandesas experientes, especificamente Remedy Entertainment e Frozenbyte. Ao ser fundada, a Colossal Order comparou dezenas de editoras e acabou assinando um contrato de publicação com a Paradox Interactive após mais de um ano de negociações.
Em outubro de 2015, a Colossal Order foi premiado com o desenvolvedor de jogos finlandês do ano (em finlandês:  Vuoden suomalainen pelinkehittäjä) prêmio na convenção DigiExpo. Os jurados agradeceram a Colossal Order pelo foco: "desde o seu início... em - além de desenvolver jogos - também desenvolver seu modelo de negócios".

## Jogos
A relação entre a Colossal Order e sua editora Paradox Interactive foi caracterizada como construtiva. A Colossal Order tem a liberdade de criar jogos sem limitações estabelecidas pela editora, exceto aqueles em horários.
Ao contrário dos desenvolvedores de jogos que a fundaram, a Colossal Order não desenvolve jogos para celular. Em vez disso, a empresa se concentra em jogos para PC. Os funcionários da empresa têm sua própria plataforma wiki interna para desenvolvimento de jogos. Os jogos da Colossal Order são conhecidos por suas comunidades de mods ativas. Um dos programadores da empresa trabalha em tempo integral em ferramentas de modificação.
O jogo mais conhecido da empresa é o jogo de simulação de construção de cidades Cities: Skylines publicado em 10 de março de 2015. Cities: Skylines recebeu seu primeiro pacote de expansão, After Dark, em 24 de setembro de 2015. Seu segundo pacote de expansão foi lançado em 20 de fevereiro de 2016, chamado Snowfall. Um terceiro pacote de expansão, Natural Disasters, foi lançado em 29 de novembro de 2016, o quarto pacote de expansão, Mass Transit, em 18 de maio de 2017. A quinta expansão, Green Cities, foi lançada em 19 de outubro de 2017, e a sexta expansão, Parklife, foi lançada em 24 de maio de 2018. A sétima expansão, Industries, foi lançada em 23 de outubro de 2018, e a oitava expansão, Campus, foi lançada em 21 de maio de 2019. A nona expansão, Sunset Harbor, foi lançada em 26 de março de 2020. A décima expansão, Airports, foi lançada em 25 de janeiro de 2022. A décima primeira expansão, Plazas and Promenades, foi lançada em 14 de setembro de 2022. A décima segunda, Financial Districts, foi lançada em 13 de dezembro de 2022. A décima terceira e última expansão do jogo original, Hotels & Retreats, foi lançada em 23 de maio de 2023.
Em 6 de março de 2023, Cities: Skylines II foi anunciado, com lançamento em 2023.

### Lista de jogos
- Cities in Motion (2011)[2][5][17]
- Cities in Motion 2 (2013)[3][5][18]
- Cities: Skylines (2015)[4][19]
- Cities: Skylines II (2023)[20]